# クラウジウス–デュエムの不等式
クラウジウス–デュエムの不等式（英: Clausius–Duhem inequality

）とは、連続体力学において熱力学第二法則を表現する方法である。本不等式は材料の構成式が熱力学的に許容可能であるかどうかを決定するのに特に有用である

。
また、本式は特にエネルギーの散逸が関与している場合、自然過程の不可逆性に関する記述となる。式の名前はドイツの物理学者ルドルフ・クラウジウスとフランスの物理学者ピエール・デュエムに因んで名付けられた。
単にクラウジウスの不等式ともいう。

## 比エントロピーの観点から見たクラウジウス–デュエムの不等式

### 積分形式
クラウジウス–デュエムの不等式は以下のように積分形式で記述することが可能である。
{\displaystyle {\cfrac {d}{dt}}\left(\int _{\Omega }\rho ~\eta ~{\text{dV}}\right)\geq \int _{\partial \Omega }\rho ~\eta ~(u_{n}-\mathbf {v} \cdot \mathbf {n} )~{\text{dA}}-\int _{\partial \Omega }{\cfrac {\mathbf {q} \cdot \mathbf {n} }{T}}~{\text{dA}}+\int _{\Omega }{\cfrac {\rho ~s}{T}}~{\text{dV}}.}
上式で{\displaystyle t\,}は時間、{\displaystyle \Omega \,}は体を表し、体の体積を区間として積分している。
{\displaystyle \partial \Omega \,}は体の表面、{\displaystyle \rho \,}は体の質量密度、{\displaystyle \eta \,}は比エントロピー （単位質量あたりのエントロピー）、{\displaystyle u_{n}\,}は{\displaystyle \partial \Omega \,}の法線速度、{\displaystyle \mathbf {v} }は{\displaystyle \Omega \,}内部の粒子の速度、{\displaystyle \mathbf {n} }は表面の単位法線、{\displaystyle \mathbf {q} }は熱流ベクトル、{\displaystyle s\,}は単位質量あたりのエネルギー源、{\displaystyle T\,}は絶対温度。全ての変数は質点{\displaystyle \mathbf {x} }、時間{\displaystyle t\,}においてのものである。

### 微分形式
微分形式では、クラウジウス–デュエムの不等式は以下のように表される。
{\displaystyle \rho ~{\dot {\eta }}\geq -{\boldsymbol {\nabla }}\cdot \left({\cfrac {\mathbf {q} }{T}}\right)+{\cfrac {\rho ~s}{T}}}
ここで{\displaystyle {\dot {\eta }}}は{\displaystyle \eta \,}の時間微分、{\displaystyle {\boldsymbol {\nabla }}\cdot (\mathbf {a} )}はベクトル{\displaystyle \mathbf {a} }の発散。

## 比内部エネルギーの観点から見たクラウジウス–デュエムの不等式

### 不等式
クラウジウス–デュエムの不等式は内部エネルギーの観点から以下のように記述可能である。
{\displaystyle \rho ~({\dot {e}}-T~{\dot {\eta }})-{\boldsymbol {\sigma }}:{\boldsymbol {\nabla }}\mathbf {v} \leq -{\cfrac {\mathbf {q} \cdot {\boldsymbol {\nabla }}T}{T}}}
ここで{\displaystyle {\dot {e}}}は比内部エネルギー{\displaystyle e\,} (単位質量あたりの内部エネルギー)の時間微分、{\displaystyle {\boldsymbol {\sigma }}}はコーシー応力、{\displaystyle {\boldsymbol {\nabla }}\mathbf {v} }は速度勾配。
上記の不等式は、エネルギー保存の法則と、運動量保存の法則をクラウジウス–デュエムの不等式に組み入れる。

## 発散
量 
{\displaystyle {\mathcal {D}}:=\rho ~(T~{\dot {\eta }}-{\dot {e}})+{\boldsymbol {\sigma }}:{\boldsymbol {\nabla }}\mathbf {v} -{\cfrac {\mathbf {q} \cdot {\boldsymbol {\nabla }}T}{T}}\geq 0}
は、単位体積当たりの内部エントロピーの生成速度と絶対温度の積として定義される発散量（散逸）である。ゆえにクラウジウス–デュエムの不等式は散逸不等式とも言われる。 実際の材料では、散逸は常にゼロよりも大きい。